# Ramphomicron

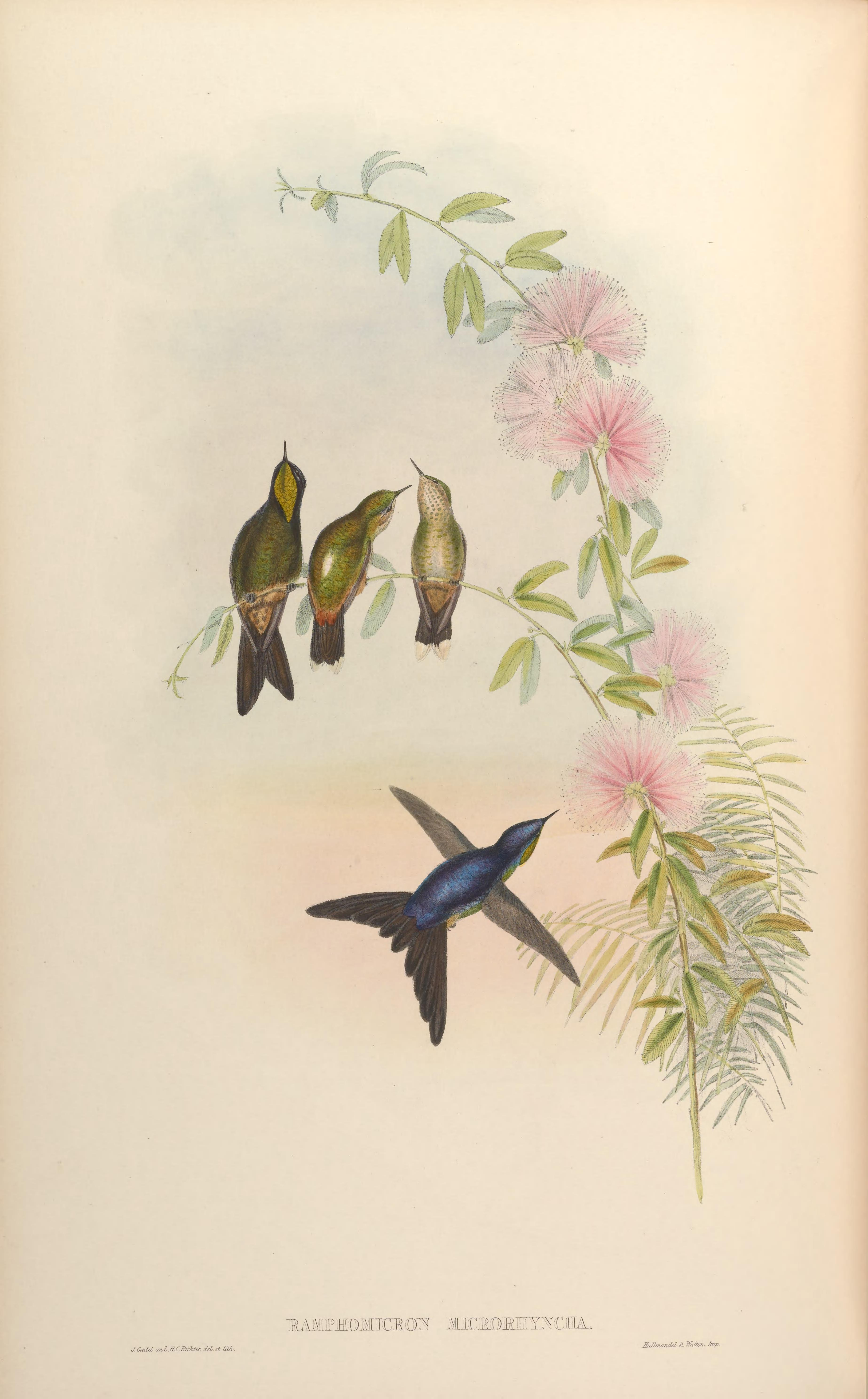
Gravura de beija-flor R. microrhynchum, dorso roxo

Ramphomicron é um género de beija-flor da família Trochilidae.
Este género contém as seguintes espécies:
- bico-de-espinho-preto - colibri-agulha-de-santa-marta - Ramphomicron dorsale Salvin e Godman, 1880
- bico-de-espinho-púrpura - colibri-agulha-comum - Ramphomicron microrhynchum (Boissonneau, 1840)